# Ë̂
Ë̂ (minuscule : ë̂), appelé E tréma accent circonflexe, est une lettre latine utilisée dans l’écriture du han ou du trique de Chicahuaxtla.
Il s’agit de la lettre E diacritée d’un tréma et d’un accent circonflexe.

## Représentations informatiques
Le E tréma accent circonflexe peut être représenté avec les caractères Unicode suivants : 
- composé et normalisé NFC (supplément latin-1, diacritiques) :

| formes    | représentations | chaînes de caractères | points de code | descriptions                                                   |
| --------- | --------------- | --------------------- | -------------- | -------------------------------------------------------------- |
| capitale  | Ë̂               | Ë◌̂                    | U+00CB U+0302  | lettre majuscule latine e tréma diacritique accent circonflexe |
| minuscule | ë̂               | ë◌̂                    | U+00EB U+0302  | lettre minuscule latine e tréma diacritique accent circonflexe |

- décomposé et normalisé NFD (latin de base, diacritiques) :

| formes    | représentations | chaînes de caractères | points de code       | descriptions                                                               |
| --------- | --------------- | --------------------- | -------------------- | -------------------------------------------------------------------------- |
| capitale  | Ë̂               | E◌̈◌̂                   | U+0045 U+0308 U+0302 | lettre majuscule latine e diacritique tréma diacritique accent circonflexe |
| minuscule | ë̂               | e◌̈◌̂                   | U+0065 U+0308 U+0302 | lettre minuscule latine e diacritique tréma diacritique accent circonflexe |